# Kukukuku
Kukukuku (Angu, Anga, Kuku Kuku) je maleno, ali ratoborno pleme Papuanaca u planinskom zaleđu Papuanskog zaljeva na Papui Novoj Gvineji. Pravo ime plemena je Angu, dok su po svom neobičnom imenu Kukukuku, dobivenim od drugih plemena, kao i po svojim kamenim toljagama, postali poznati u svijetu. 
Teritorij plemena Kukukuku prostire se uz rijeku Tauri pa istočno do Ladedamu Rivera u provinciji Gulf i na gorju Kodama i na sjever do Mount Taylora. Služe se s nekoliko dijalekata jezika poznatog kao hamtai ili kukukuku, članom transnovogvinejske porodice. Godine 1986. ima ih oko 40,000.

## Vanjske poveznice
- The Upper Watut  Arhivirana inačica izvorne stranice od 27. kolovoza 2006. (Wayback Machine)
- Kukukuku, the Angu people, Papua New Guinea